# Matt Abts

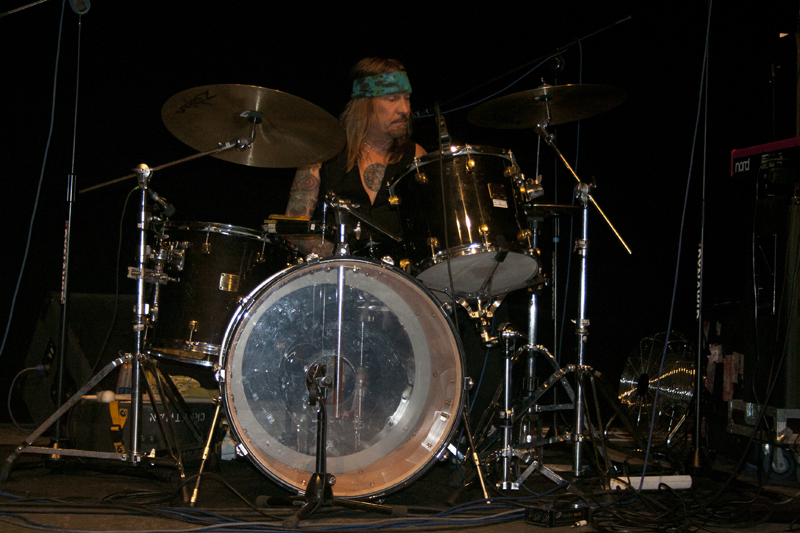
Matt Abbts występuje z własną grupą The Planet of the Abts (POA), 2012, klub Rotunda, Kraków, Polska

Matt Abts (ur. 30 września 1953 roku) – amerykański perkusista, nominowany do nagrody Grammy (2003), współzałożyciel grupy Government Mule.
Grą na perkusji zajął się będąc uczniem szkoły średniej w Panamie. Po przeprowadzce do Virginii, grywał w wielu zespołach. Następnie przeniósł się na Florydę, gdzie grał z Dickeyem Bettsem i Chuckiem Leavellem (1984). W 1988 nagrał z zespołem Dickey Betts Band płytę „Pattern Disruptive”.
W 1994 roku wraz z Warrenem Haynesem i Allenem Woody wystąpił po raz pierwszy pod nazwą Gov't Mule. Grupa intensywnie koncertowała i nagrała 5 płyt, do śmierci Allena Woody'ego w sierpniu 2000 roku. Trzonem grupy pozostaje Warren Haynes i Matt Abts. Gov't Mule koncertuje i wydaje płyty do dzisiaj. 
W 2011 roku Abbts wraz z Jorgenem Carlssonem (Gov't Mule) i T-Bone Andersonem powołali do życia trio The Planet of the Abts i nagrali płytę.

## Twórczość

### Wybrane płyty nagrane z Gov't Mule
- Gov’t Mule – Deja Voodoo -ATO 2004
- Gov’t Mule – „The Deepest End” CD & DVD – ATO 2003
- Gov’t Mule – „The Deep End” Vol. I – ATO
- Gov’t Mule – „The Deep End” Vol. II – ATO
- Gov’t Mule – LBI – Capricorn
- Gov’t Mule – LWAHFOF – Capricorn
- Gov’t Mule – LWAHFOF – Vol. II
- Gov’t Mule – Dose – Capricorn
- Gov’t Mule – Live at Roseland
- Gov’t Mule – Gov’t Mule – Relativity

### Płyta nagrana z grupą Planet of the Abts (POA)
- The Planet of the Abts (2011)

### Wybrane nagrania z innymi wykonawcami
- Dickey Betts Band – Pattern Disruptive [Epic – EK 44289 1988]
- Dickey Betts Band – LIVE [Epic – ESK 1396 1988 (Demonstration Not For Sale)]
- The Allman Brothers Band – DREAMS [Polydor – 839 417-2 1989]
- Badd Boyz – BADD BOYZ [Brunette – ALCB-3016 1993]
- Gerry Groom – Once In A Blue Moon [Shattered Music – SHA-002 ]
- Hook Herrera – tonite [Reel Music – 71121]
- Gerry Groom – Twice Blue [Shattered Music – SHA-005 1995]
- Chris Anderson – Old Friend [Relativity – 88561-1261-2 1995]
- Michael Fath – The Early Years
- Kevin Kinney – The Flower And The Knife [Capricorn – 314 542 442-2 2000]
- Blue Floyd – Wetlands Preserve New York, NY 1-31-00 [CD Internet Archive – CIA-BF016]
- Blue Floyd – Live At Harper’s Ferry Boston, MA 2-1-00 [CD Internet Archive – CIA-BF017]
- Blue Floyd – Live At Mulligans, West Richmond, VA 2-7-00 v [CD Internet Archive – CIA-BF023]
- Blue Floyd – Live At The Variety Playhouse, Atlanta, GA 2-12-00 [CD Internet Archive – CIA-BF026]
- Blue Floyd – Live At The Majestic Theater, Detroit, MI 2-15-00 [CD Internet Archive – CIA-BF028]